# Lodewijk de Vadder

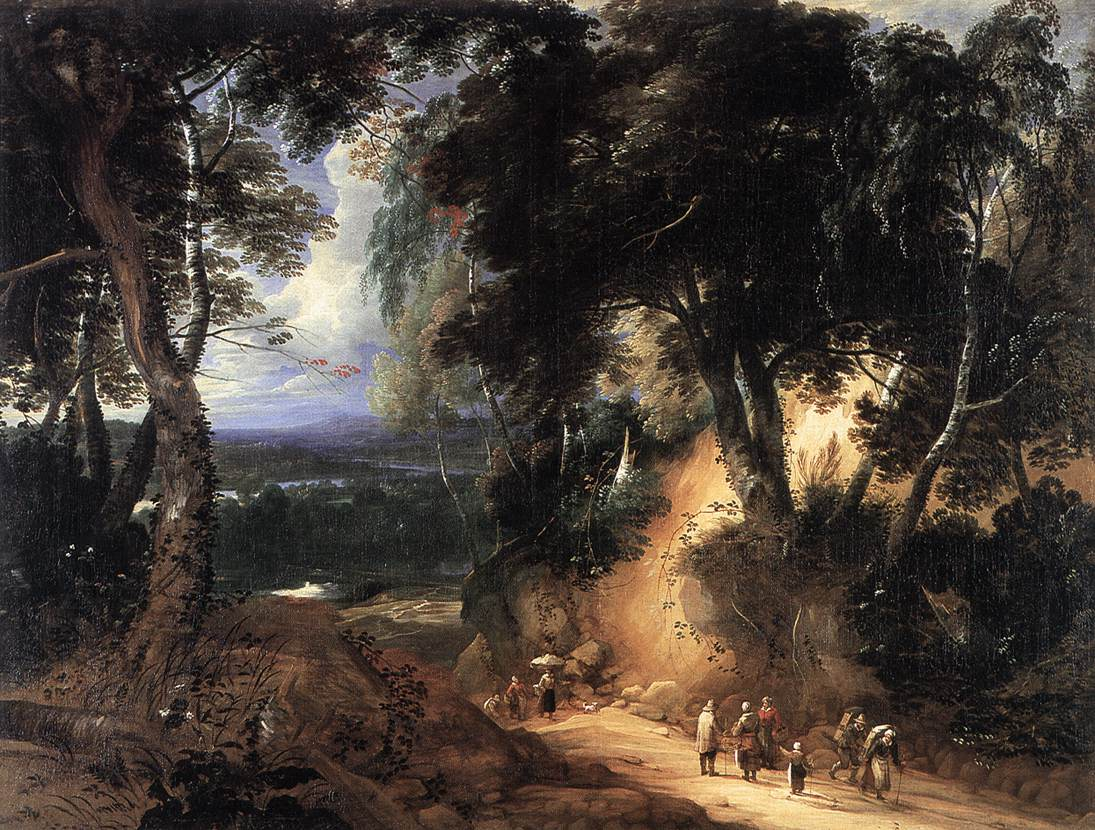
Lodewijk de Vadder: Der Soigne-Forst bei Brüssel

Lodewijk de Vadder, auch Lodewyk de Vadder (getauft am 8. April 1605 in Grimbergen; † 10. August 1655 in Brüssel), war ein flämischer Landschaftsmaler, Zeichner und Kupferstecher der Barockzeit.

## Leben
Der aus einer Malerfamilie stammende (seine beiden Brüder Hubert de Vadder und Philipp de Vadder waren ebenfalls Kunstmaler) wurde 1628 Mitglied der Lukasgilde, der Malerzunft in Brüssel. Er entwickelte sich zu einem der bedeutendsten Landschaftsmaler seiner Zeit. Daneben verfertigte er jedoch auch, ebenfalls überwiegend mit Naturmotiven, Zeichnungen und Stiche. Zudem schuf er zahlreiche Vorlagen für verschiedene Brüsseler Wandtapeten- und Gobelinmanufakturen.